# Чешир (Коннектикут)
Чешир (англ. Cheshire) — город (англ. town) в округе Нью-Хейвен штата Коннектикут, США. Население в 2010 году — 29 261 человек.

## Население
Расовый состав населения:
- 87,2 % — белых
- 5,1 % — азиатов
- 5,0 % — черных или афроамериканцев
- 0,1 % — коренных американцев
- 1,2 % — лиц других рас

Трудоустроенное население составляло 14 912 человек. Основные области занятости: образование, здравоохранение и социальная помощь — 33,4 %, производство — 10,8 %, ученые, специалисты, менеджеры — 10,1 %, розничная торговля — 9,5 %.

## Преступность
23 июля 2007 года в городе произошли убийства, последовавшие за вторжением в дом. Преступление имело большой общественный резонанс.